# Aydın Büyükşehir Belediyespor
Aydın Büyükşehir Belediyespor est un club turc de volley-ball fondé en 2014 et basé à Aydın, évoluant pour la saison 2020-2021 en Misli.com Sultanlar Ligi.

## Palmarès
- Challenge Cup
  - Finaliste : 2019[1]

## Effectifs

### Saison 2020-2021
| No                                        | Nom                                       | Date de naissance                         | Taille                         | Poids                          | Poste                          |
| ----------------------------------------- | ----------------------------------------- | ----------------------------------------- | ------------------------------ | ------------------------------ | ------------------------------ |
| 6                                         | Maret Balkestein                          | 16 septembre 1988                         | 180                            | 67                             | Réceptionneuse-attaquante      |
| 10                                        | Ecem Alıcı                                | 1er janvier 1994                          | 181                            | 66                             | Réceptionneuse-attaquante      |
| 13                                        | Meryem Boz                                | 3 février 1988                            | 194                            | 75                             | Attaquante                     |
| 18                                        | Duygu Düzceler                            | 6 avril 1990                              | 178                            | 65                             | Passeuse                       |
| 19                                        | Hande Korkut                              | 28 octobre 1990                           | 188                            | 71                             | Centrale                       |
| ?                                         | Cemre Janset Erkul                        | 12 janvier 1997                           | 187                            | 65                             | Centrale                       |
| ?                                         | Anthí Vasilantonáki                       | 9 avril 1996                              | 196                            | 80                             | Attaquante                     |
| ?                                         | Eylül Akarçeşme                           | 1er octobre 1999                          | 169                            | 53                             | Libero                         |
| ?                                         | Rachael Adams                             | 3 juin 1990                               | 188                            | 84                             | Centrale                       |
| ?                                         | Pınar Eren                                | 12 décembre 1986                          | 169                            | 55                             | Libero                         |
| ?                                         | Ezgi Dağdelenler                          | 3 novembre 1993                           | 187                            | 61                             | Réceptionneuse-attaquante      |
| ?                                         | Aslıhan Kılıç                             | 21 avril 1998                             | 178                            | 71                             | Passeuse                       |
| ?                                         | Pelin Özkılıçcı                           | 9 décembre 1999                           | 184                            | 63                             | Attaquante                     |
| ?                                         | Berra Eren                                | 20 septembre 2001                         | 188                            |                                | Centrale                       |
|                                           |                                           |                                           |                                |                                |                                |
| Encadrement technique                     | Encadrement technique                     |                                           | Légende                        | Légende                        | Légende                        |
| Entraîneur : Alper Hamurcu                | Entraîneur : Alper Hamurcu                | Entraîneur : Alper Hamurcu                | : Capitaine                    | : Capitaine                    | : Capitaine                    |
| Entraîneur(s) adjoint(s) : Canberk Tekmen | Entraîneur(s) adjoint(s) : Canberk Tekmen | Entraîneur(s) adjoint(s) : Canberk Tekmen | : Joueuse blessée actuellement | : Joueuse blessée actuellement | : Joueuse blessée actuellement |